# غار لچوگیا
غار لچوگوئیا (به انگلیسی: Lechuguilla Cave) هفتمین غار طولانی جهان است. این غار در ایالت نیومکزیکو در آمریکا است.
طول اکتشاف شده این غار ۱۹۳ کیلومتر است و در حوالی پارک ملی حفره‌های کارلزبد قرار دارد.
شهرت غار بیشتر بخاطر کریستالهای عظیم‌الجثه آن است. غار بدلیل این اشکال نفیس زمین شناختی، به روی عموم بسته است و فقط جهت پژوهش به روی دانشمندان باز است.

## نگارخانه

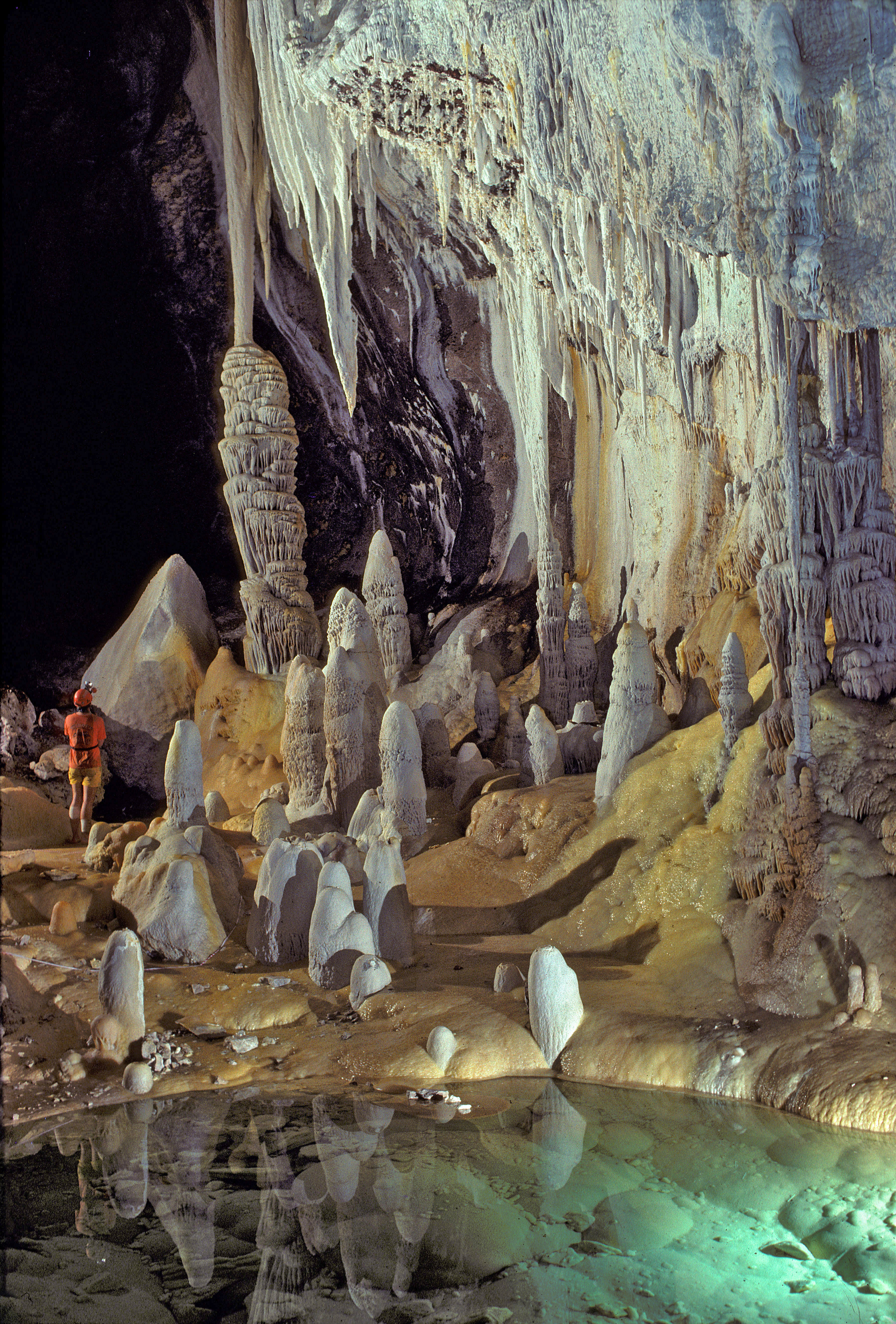
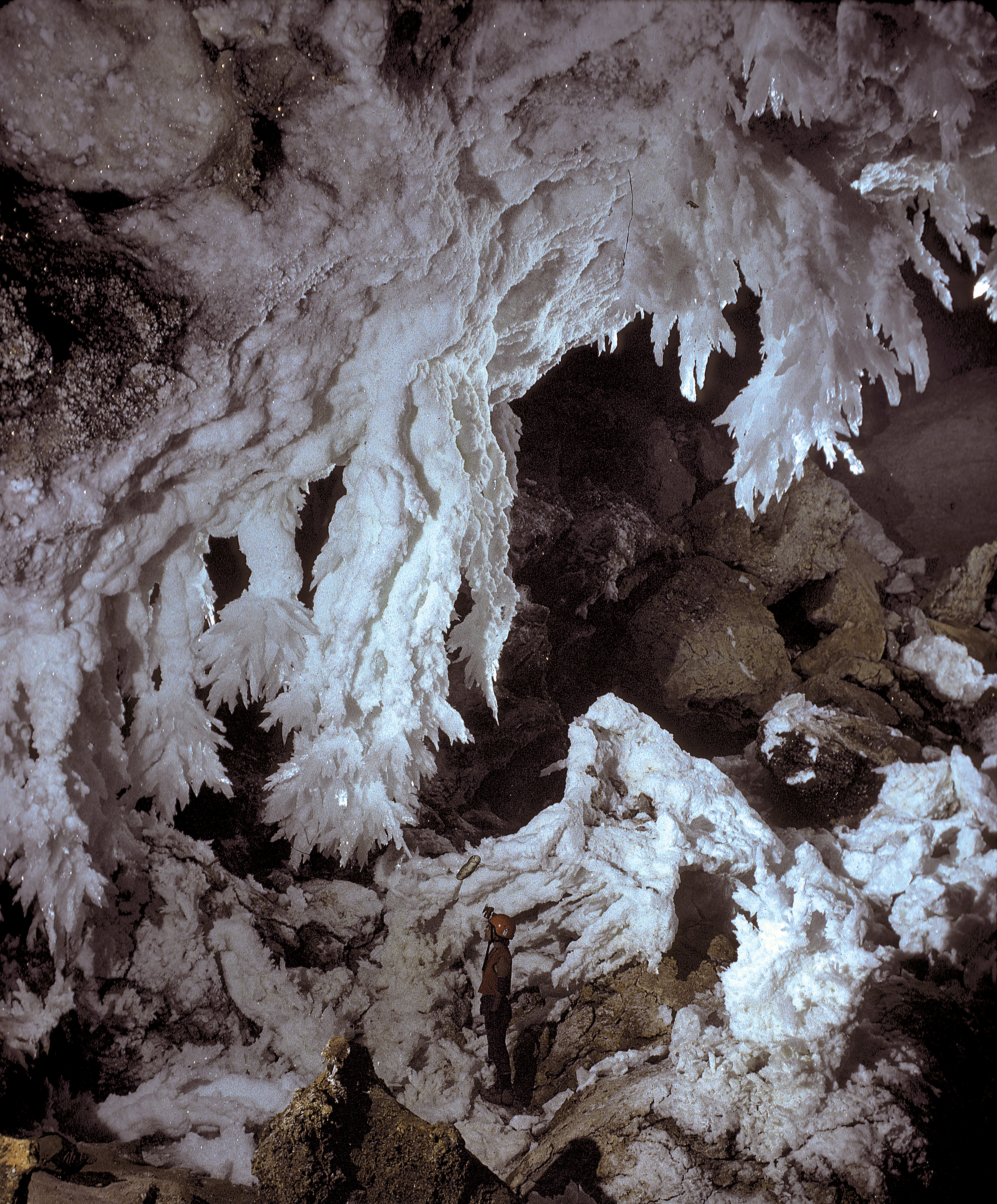